# COVID-19-Pandemie in Neuseeland

Die COVID-19-Pandemie in Neuseeland begann Ende Februar 2020 und ist Teil der weltweiten COVID-19-Pandemie. Diese begann Ende 2019 in China. Seit dem 11. März 2020 stuft die Weltgesundheitsorganisation (WHO) das Ausbruchsgeschehen als weltweite Pandemie ein.
Nach einem strengen, zweimonatigen Lockdown erklärte sich Neuseeland am 8. Juni 2020 als coronavirusfrei. Bis dahin hatte das Land 1504 Infektions- und 22 Todesfälle gezählt. Am 15. Juni 2020 wurde bekannt, dass zwei aus Großbritannien eingereiste Frauen das COVID-19-Virus erneut nach Neuseeland eingeschleppt hatten.
Im ersten Quartal 2021 verbreitete sich weltweit die 2Alpha-Variante. Im Sommer 2021 hat die Delta-Variante die Alpha-Variante verdrängt. Beide verbreiteten sich dadurch, dass sie jeweils ansteckender sind als die vorher grassierende COVID-19-Variante. Am 22. August 2021 gestand die neuseeländische Regierung (Kabinett Ardern II) ein, dass die 2020 erfolgreiche Null-Covid-Strategie gegen Delta kaum noch funktioniert. Der mit der COVID-Bekämpfung beauftragte Minister Chris Hipkins sagte, Neuseeland sei von der schnellen Ausbreitung der Delta-Variante überrumpelt worden. In Neuseeland sind mit Stand vom 26. Januar 2022 95 % einfach und 93 % Prozent der Bevölkerung zweifach geimpft.

## Verlauf
Am 28. Februar 2020 wurde in Neuseeland der erste COVID-19-Fall gemeldet. Am 3. Februar gab die Regierung von Neuseeland bekannt, dass alle Reisenden aus China in Neuseeland abgewiesen werden, ausgenommen sind lediglich Bürger Neuseelands und dauerhaft Niedergelassene mit ihren Familien. Seit dem 19. März 2020 sind die Grenzen von Neuseeland für neu Einreisende aus dem Ausland geschlossen.
Die Premierministerin von Neuseeland Jacinda Ardern gab am 21. März 2020 bekannt, dass sie ein Warnsystem zur Bekämpfung der Corona-Pandemie anwenden wird, das sich an das vorhandene Buschfeuer-Warnsystem anlehnt, und verhängte am 21. März 2020 die Stufe 2 von insgesamt vier möglichen Abstufungen. Stufe 1 beinhaltet die niedrigste und die Stufe 4 die höchste Gefahrenstufe. Nachdem in allen 16 Regionen Neuseelands Infektionen gemeldet wurden, rief die Regierung Neuseelands am 25. März die Stufe 4 aus, die ab dem 26. März für die Dauer von mindestens vier Wochen galt. Mit der Ausrufung der Stufe 4 verfolgte Premierministerin Ardern ein Konzept zur Eliminierung des Virus, indem sie strikte Verbote mit Strafen verhängte. Alle mussten zuhause bleiben, nur lebensnotwendige Besorgungen und ein Außen-Aufenthalt für Besorgungen waren nur einer einzelnen Person erlaubt. Alle Bildungs- und öffentlichen Einrichtungen waren geschlossen.
Mit zur Entscheidung über einen harten Lockdown in Neuseeland hatten möglicherweise u. a. auch der im kollektiven Gedächtnis nach wir vor präsente Black November 1918 (Spanische Grippe) und die relativ geringe Anzahl von Intensivbetten mit Beatmungsgeräten geführt, die in Neuseeland bei 5 pro 100.000 Einwohnern liegt (im Vergleich dazu liegt in Deutschland die Zahl bei 29). 97 % der Bevölkerung Neuseelands erklärten, dass sie sich an den Lockdown halten würden; die Premierministerin Ardern, die in der schwierigen Lage jedem einzelnen Bürger geraten hatte „sei ein guter Mensch“, kürzte ihr eigenes Gehalt um 20 Prozent.
Am 8. April 2020 hatte Neuseeland die weltweit niedrigste Todesrate von COVID-19-Infizierten mit 0,1 % zu verzeichnen. Aufgrund dieser Entwicklung wurde am 20. April 2020 bekannt, dass sich zahlreiche US-Milliardäre nach Neuseeland zurückziehen, darunter Peter Thiel und James Cameron.
Am 27. April senkte Neuseeland die bisherige Warnstufe 4 auf die Stufe 3 ab. Das bedeutete eine Lockerung des bisher strikten Lockdowns, allerdings unter Beibehaltung der Abstandsregeln. Die neue Warnstufe sollte vorerst für zwei Wochen gelten, um anschließend erneut überprüft zu werden. Die etwa 400.000 Arbeitnehmer konnten nun ihre Arbeit wieder aufnehmen. Gaststätten und Restaurants durften Take-away-Produkte anbieten. Die Abhaltung großer Veranstaltungen blieb weiterhin verboten, Einkaufszentren und Außengrenzen blieben geschlossen. Jedoch wurde in einigen Schulen wieder Unterricht erteilt.
Am 4. Mai 2020 teilten die neuseeländischen Gesundheitsbehörden mit, dass die Zahl der Neuinfektionen erstmals seit Wochen auf null gesunken war.
Fünf Wochen später, am 8. Juni 2020, gab das Gesundheitsministerium bekannt, dass die letzte bekannte Corona-Patientin seit 48 Stunden symptomfrei war und daher als geheilt galt. Mit Wirkung zum Ende dieses Tages wurden sämtliche Einschränkungen wie Abstandsgebote oder Veranstaltungsbeschränkungen aufgehoben, lediglich die strengen Einreisebestimmungen blieben in Kraft.
Am 30. Juni 2020 trat David Clark, der Gesundheitsminister Neuseelands, von seinem Amt zurück. Als Gründe hierfür gab er die Kritik am Kurs des harten neuseeländischen Lockdowns und sein eigenes Fehlverhalten an, da er entgegen geltender Lockdown-Regel mit seiner Familie einen Badeurlaub am Strand machte.
Nach 102 Tagen ohne lokale Neuinfektionen wurde in Auckland Mitte August ein neues Coronacluster identifiziert. Bis zum 13. August waren 17 Menschen aus dem Umfeld des ersten bekannten Falls aus dem Cluster als Träger des Virus erkannt. Die Regierung ordnete die Schließung von Schulen, Kindergärten und nicht relevanten Betrieben in der Großstadt an und verschärfte die Quarantäneregeln. Demnach müssen Infizierte unter staatlich bewachte Quarantäne. Infizierte in Quarantäne auf Eigenverantwortung hatten zuvor offenbar Krankenbesuche von Freunden und Verwandten empfangen. Die Quelle des Clusters war zunächst unklar. Einen Tag später war das Cluster auf 29 Personen angewachsen, von denen zwei das Virus bereits 200 km nach Süden nach Tokoroa getragen hatten. Neuseeländische Forscher identifizierten den Virusstrang im neu entstandenen Cluster als Subtyp „B.1.1.1“, eine Variante, die bei den Fällen, die nach Reisen in Neuseeland in Quarantäne genommen wurden, nicht vorlag. Somit blieb der Ursprung zunächst weiter unklar.
Die Parlamentswahl in Neuseeland 2020 wurde wegen steigender COVID-19-Fallzahlen vom 19. September auf den 17. Oktober 2020 verschoben.
Nachdem bei Einreisenden aus Indien innerhalb von zwei Wochen etwa 60 Infizierte bei Tests erkannt worden waren, setzte die Regierung nach einer Mitteilung von Premierministerin Jacinda Ardern vom 8. April 2021 Einreisen aus Indien, auch für Staatsbürger Neuseelands, für zwei Wochen aus.

## Wirtschaftliche Maßnahmen
Die Wirtschaft von Neuseeland mit ihren 5 Millionen Einwohnern ist stark vom Tourismus abhängig, die daraus resultierenden Einnahmen betragen 200 Mrd. NZD (114 Mrd. €). Mit der Verhängung des neuseeländischen Lockdowns ist mit erheblichen Einnahmenverlusten zu rechnen.
Die Regierung von Neuseeland stellt zur Bewältigung der Corona-Krise der Wirtschaft 12,6 Mrd. NZD (7,2 Mrd. €) und 5,1 Mrd. NZD (2,9 Mrd. €) für Lohnempfänger zur Verfügung. Der staatliche Eingriff ist bis zum Juni begrenzt und die Wirkung soll im Mai überprüft werden. Allgemein angenommen wird allerdings, dass die Krise länger dauern wird und mit Arbeitsplatzverlusten verbunden ist.
Die staatlichen Lohnzuschüsse belaufen sich auf bis zu 150.000 USD pro Unternehmen, die zwischen Januar und Juni 2020 in jedem Monat einen jährlichen Umsatzrückgang von 30 % zu verzeichnen haben. Damit werden staatliche Zahlungen für Unternehmen von 585 NZD (334 €) je Arbeitnehmer und Woche bei einem durchschnittlichen Wochenlohn von 1.300 NZD (742 €) gefördert. Diejenigen, die bereits Sozialhilfe empfangen, sollen je Woche 25 NZD mehr erhalten.
Kritiker merken an, dass dieses Konzept nicht ausgewogen sei, denn die soziale Unterstützung werde zwar angehoben, jedoch müssten die Lohnempfänger Einkommensverluste hinnehmen. Damit hätten insbesondere ärmere Haushalte Probleme, die sich besser durch vorübergehende Steuererleichterungen oder Haushaltszahlungen staatlicherseits minimieren ließen.

### Infektionen

Bestätigte Infizierte in der Neuseeland nach Daten der WHO. Oben kumuliert, unten Tageswerte

### Todesfälle

Bestätigte Todesfälle in der Neuseeland nach Daten der WHO. Oben kumuliert, unten Tageswerte

## Statistik

### Außengebiete
Auf der Insel Tokelau sind derzeit (Stand 17. August 2021) keine Infektionsfälle und entsprechend auch keine Todesfälle bekannt. Die Pazifikinsel hat nur rund 1.500 Einwohner.